# Лесяк, Анджей
Анджей Лесяк (пол. Andrzej Lesiak; 21 мая 1966, Новогруд-Бобжаньский, Польша) — польский футболист и тренер.

## Карьера

### Клубная
Профессиональную карьеру начал в составе ГКС, за который выступал на протяжении пяти лет, сыграв 117 матчей в чемпионате Польши.
В 1992 году переехал в Австрию, где в дальнейшем выступал до завершения карьеры игрока в 2003 году, лишь на сезон 1994/95 перейдя в дрезденское «Динамо».

### Сборная
За сборную Польши выступал с 1990 по 1993 год. Провёл 18 матчей, отметился одним забитым мячом (13 марта 1991 года в ворота Финляндии).

### Тренерская
После завершения карьеры игрока, начал тренерскую деятельность. Возглавлял ряд австрийских клубов, а также «Заглембе» из Любина.